# Емері (Вісконсин)
Емері (англ. Emery) — місто (англ. town) в США, в окрузі Прайс штату Вісконсин. Населення — 308 осіб (2020).

## Демографія
Згідно з переписом 2010 року, у місті мешкало 297 осіб у 120 домогосподарствах у складі 94 родин. Було 262 помешкання
Расовий склад населення:
| - 97,6 % — білих - 0,3 % — чорних або афроамериканців - 0,3 % — азіатів |

До двох чи більше рас належало 1,3 %. Частка іспаномовних становила 2,0 % від усіх жителів.
За віковим діапазоном населення розподілялося таким чином: 19,9 % — особи молодші 18 років, 66,3 % — особи у віці 18—64 років, 13,8 % — особи у віці 65 років та старші. Медіана віку мешканця становила 47,1 року. На 100 осіб жіночої статі у місті припадало 123,3 чоловіків;  на 100 жінок у віці від 18 років та старших — 131,1 чоловіків також старших 18 років.
Середній дохід на одне домашнє господарство  становив 61 151 долар США (медіана — 56 278), а середній дохід на одну сім'ю — 67 595 доларів (медіана — 56 845). Медіана доходів становила 46 750 доларів для чоловіків та 36 250 доларів для жінок. За межею бідності перебувало 5,3 % осіб, у тому числі 1,1 % дітей у віці до 18 років та 8,5 % осіб у віці 65 років та старших.
Цивільне працевлаштоване населення становило 197 осіб. Основні галузі зайнятості: виробництво — 32,0 %, сільське господарство, лісництво, риболовля — 24,9 %, освіта, охорона здоров'я та соціальна допомога — 12,2 %, транспорт — 5,6 %.